# Sweet and Tender Hooligan
«Sweet and Tender Hooligan» es una canción del grupo británico The Smiths, lanzado como sencillo en mayo de 1995 por la compañía estadounidense Sire Records. Fue lanzado para promover el álbum recopilatorio Singles.
Considerando que WEA en Europa optó por reeditar el sencillo de 1986 "Ask" para promover Singles, Sire consideró más prudente lanzar un sencillo que contuviera rarezas, aunque de hecho ninguno de ellas apareció en el recopilatorio, ya que ni "Sweet and Tender Hooligan" ni sus pistas de apoyo habían sido previamente lanzada como sencillo. La canción ya había sido grabada para la BBC e incluida en la compilación de 1987 Louder Than Bombs y en el 12" de "Sheila Take a Bow". Mientras que "I Keep Mine Hidden", "Work Is a Four-Letter Word" y "What's the World?" eran lados-B difíciles de encontrar de sencillos anteriores: "Girlfriend in a Coma" y "I Started Something I Couldn't Finish" (ambos de 1987).
La letra describe la sentencia indulgente de un hooligan, con el protagonista sarcásticamente tomando el lado de los criminales, afirmando "y nunca jamás volveré a hacerlo / por supuesto, no se / no hasta la próxima vez".

## Lista de canciones
1. «Sweet and Tender Hooligan» (Morrissey, Johnny Marr)
2. «I Keep Mine Hidden» (Morrissey, Marr)
3. «Work Is a Four-Letter Word» (Guy Woolfenden, Don Black)
4. «What's the World?» (en vivo) (Tim Booth, Jim Glennie, Paul Gilbertson, Gavan Whelan)

## Portada
La portada del sencillo tiene al boxeador Cornelius Carr del vídeo del sencillo de Morrissey solo "Boxers" dirigida por James O'Brien en 1995.